# 東武越生線
越生線（おごせせん）は、埼玉県坂戸市の坂戸駅と入間郡越生町の越生駅を結ぶ、東武鉄道の鉄道路線である。駅ナンバリングの路線記号はTJ。

## 路線データ
- 路線距離：10.9 km
- 軌間：1,067 mm
- 駅数：8駅（起終点駅含む）
- 複線区間：武州長瀬駅 - 東毛呂駅 (1.0 km)
- 全線電化（直流1,500 V）
- 最高速度：90 km/h[1]
- 閉塞方式：自動閉塞式
- 保安装置：東武形ATS

## 歴史
越生線の前身は越生鉄道で、1927年（昭和2年）9月22日に埼玉県入間郡坂戸町から入間郡越生町に至る全長7マイル（11.2 km）に3フィート6インチ（1,067 mm）軌間の地方鉄道免許を受け、1928年（昭和3年）9月28日に創立総会を開き、本社を東京府東京市本所区の東武鉄道本社内に置き、初代取締役社長は東武鉄道専務取締役の吉野伝治が就任し、資本金35万円で設立させた。設立に当たっては、越生鉄道沿線の町村が越生鉄道の株式の引き受けに協力した。
1932年（昭和7年）2月17日に坂戸町 - 高麗川東岸まで5 kmが開通し貨物営業が開始された。開業当初は東武鉄道から機関車と貨車を借り入れ、月平均2,500 tの砂利を輸送した。その後、国鉄八高線が越生まで延長されると、越生鉄道においても急遽延伸工事を行い、1934年（昭和9年）12月16日に森戸 - 越生間(5.9 km)が開通し、旅客運輸営業を開始した。開業に当たっては気動車（ガソリンカー）2両を購入し、坂戸町 - 越生間1日9往復の旅客運輸営業に就いた。当初月間平均5千人であった輸送人員も大幅に増え、1935年（昭和10年）12月さらに気動車（ガソリンカー）1両を購入し、1936年（昭和11年）2月より増強した車両の運転を開始して1日14回に増加し、所要時間も坂戸町 - 越生間は30分かかっていたところを24分に短縮した。輸送人員は開業5年後の1940年（昭和15年）には月間1万5千人に達した。
交通統制に関する政府方針に沿って東武鉄道に合併することとなり、1943年（昭和18年）4月25日に定時株主総会を開き越生鉄道の買収を取締役会に一任、越生・東武鉄道両社長間で鉄道運輸事業及び所属財産27万1,751円でもって譲渡され、同年6月10日に監督官庁認可、7月1日にすべての買収手続き完了、即日東武鉄道越生線として鉄道運輸営業を継承した。

### 年表
- 1927年（昭和2年）9月22日 越生鉄道に対し鉄道免許状下付（入間郡坂戸町-同郡越生町間 動力蒸気）[8]。
- 1928年（昭和3年）9月28日 越生鉄道株式会社設立[3][4]。
- 1932年（昭和7年）2月17日 越生鉄道が坂戸町駅（現坂戸駅） - 高麗川駅（後の森戸駅、現西大家駅 - 川角駅間）間を開業。開業当初の駅は坂戸町駅・高麗川駅。貨物営業のみ[9]。
- 1934年（昭和9年）12月16日 越生鉄道 森戸駅 - 越生駅間開業。高麗川駅を森戸駅に改称。一本松駅・大家駅[注釈 2]・川角駅・東毛呂駅・武州唐沢駅開業。旅客営業開始[11][12]。
  - 森戸駅は川砂利積出用の貨物専用駅。大家駅の所在地は現在の森戸郵便局付近。
- 1936年（昭和11年）2月28日 西大家駅開業[12]。
- 1938年（昭和13年）10月1日 武州長瀬駅開業[13]。
- 1943年（昭和18年）7月1日 越生鉄道を東武鉄道が買収し、東武越生線となる[12][14]。
- 1944年（昭和19年）12月10日 軍部により不要不急線とみなされ全線営業休止[12][14]。
- 1945年（昭和20年）12月1日  全線運行再開[15][14]。大家駅廃止（同駅の廃止日には説もあり[12]）。
- 1950年（昭和25年）7月23日 全線電化[12][14]。
- 1959年（昭和34年）
  - 2月1日 森戸駅廃止[12]。
  - 9月1日 川角駅 - 武州長瀬駅間に川角信号所開設[12]。
  - 10月1日 CTC装置導入（東武鉄道では初）。
- 1969年（昭和44年）11月 坂戸駅 - 越生駅間にATS地上装置（地上子）を導入、使用開始[16]。
- 1976年（昭和51年）9月1日 坂戸町駅を坂戸駅に改称。
- 1984年（昭和59年）
  - 2月21日 西大家駅 - 越生駅間の貨物営業廃止。
  - 8月1日 坂戸駅 - 西大家駅間の貨物営業廃止。
- 1987年（昭和62年）8月25日 武州長瀬駅 - 東毛呂駅間複線化、同時に川角信号所廃止。
- 2001年（平成13年）4月1日 全線で運行管理システムを導入。
- 2008年（平成20年）6月14日 全線でワンマン運転を開始[17]。
- 2012年（平成24年）3月17日 全駅で駅ナンバリングを導入。
- 2019年（平成31年）3月16日 越生駅の東口供用開始に伴いJR八高線との改札を分離。これに伴い以前までは遺失物対応と夜間停泊の車内点検の取り扱いのみを行っていた東武鉄道が営業扱いを始め、これまで同駅で取り扱いの無かった東武鉄道の各種乗車券が自動券売機にて購入可能となる。

## 運行形態
定期・臨時列車合わせて坂戸駅 - 越生駅間を運行する普通列車のみが運行される。おおむね平日の朝時間帯と土休日の朝時間帯は12分間隔、平日の午前中以降と土休日の午前中以降は15分間隔での運転である。また、21時以降はおおむね20分間隔での運転となる。上下列車の交換は主に一本松駅と武州長瀬駅で行われるが、ラッシュ時は川角駅と東毛呂駅でも行われる。坂戸駅で東上本線の列車と接続しており、日中は全列車が急行と接続しているが、そのほかの時間帯は急行以外の種別と接続する列車がある。
全線でワンマン運転を実施している。

### 東上本線直通
1970年代までは東上線観光急行列車「くろやま」「かまきた」が、また朝夕は川越市駅まで乗り入れていた普通列車があったが、2023年現在定期列車の直通はない。臨時列車では、1996年 - 2003年と2017年に観梅列車「越生観梅号」が池袋駅発で運行された実績がある。

#### 越生観梅号
毎年2 - 3月の梅の季節に運転されていた臨時列車である。
1996年の運行当初は池袋駅 - 越生駅間無停車（坂戸運転停車）とし、池袋駅乗車時については越生梅林へのクーポンと無料の乗車整理券を要した。設定当初より下り越生行のみで、上りは運行されなかった。前面の表示は「臨時・越生」、側面は「臨時」で運行された。また、ヘッドマーク取り付け用のサボ受けが取り付けられた。2000年より朝霞台・川越の両駅に停車。ただし、両駅での乗車の際にも無料の乗車整理券を要した。2002年より乗車整理券が不要となった。
- 車両：10030系（1996年のみ方向幕の都合により8000系を使用）
- 停車駅：池袋駅・朝霞台駅・川越駅・越生駅

2003年を最後に臨時列車としては運転されなくなったが、代替として梅の季節に区間運転列車が「越生観梅」ヘッドマークを装着して運転していた。
2017年3月5日に8000系81107Fで14年ぶりに運転された。
- 停車駅：池袋駅・坂戸駅 - （越生線内各駅） - 越生駅

## 使用車両

### 現在の車両
ワンマン運転専用の4両編成が使用される。運用は東上本線のワンマン運転区間（森林公園駅 - 寄居駅間）と共用。
- 8000系（森林公園検修区所属）

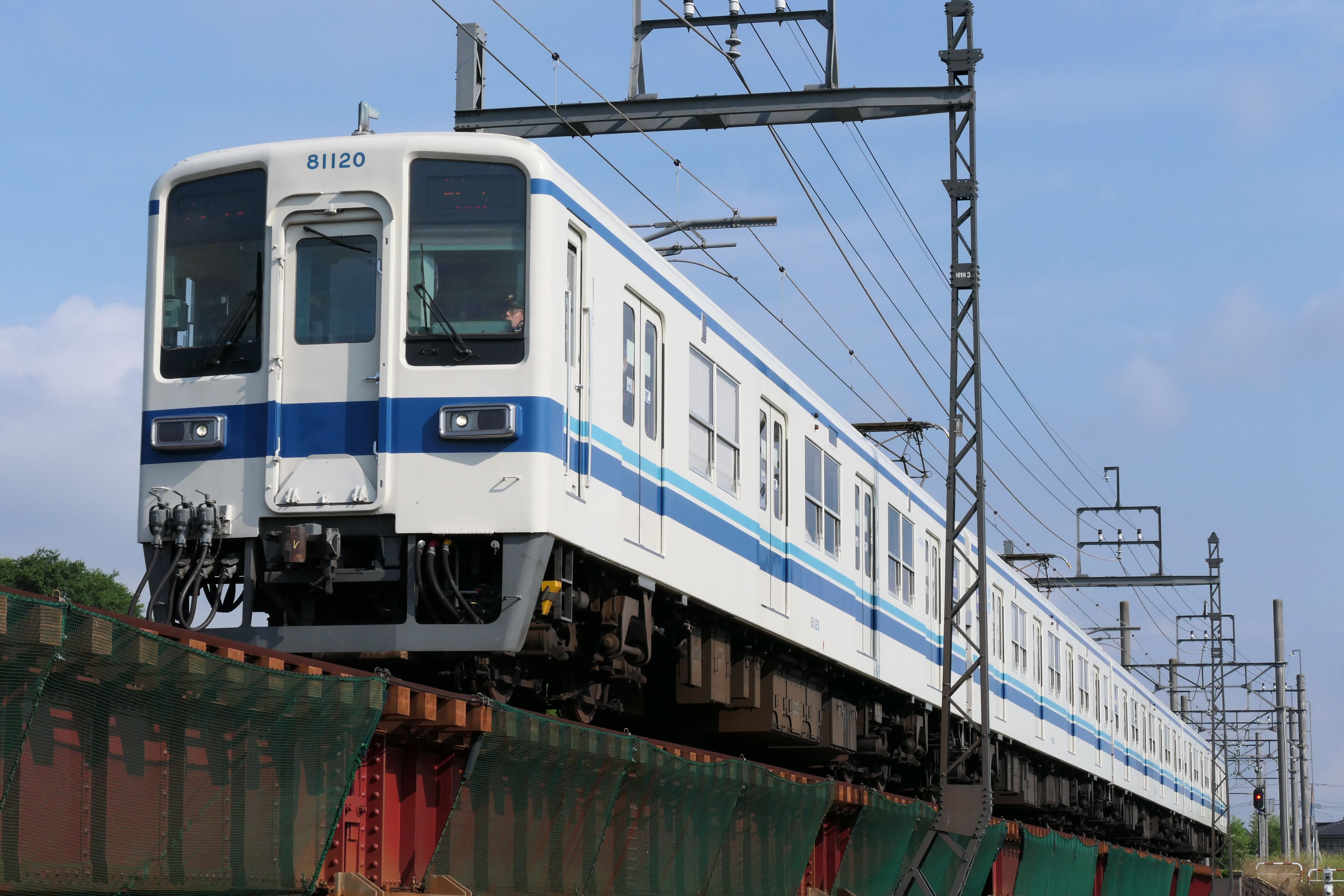
8000系（2019年6月 川角駅 - 西大家駅間）

### 過去の車両
- 越生鉄道キハ1形気動車 - 1950年（昭和25年）の電化まで使用された。
- 7300系 - 1985年（昭和60年）頃まで使用された。
- 7800系 - 1985年（昭和60年）まで使用された。越生線を最後にすべて運用を終了し、5000系へ更新された。
- 5000系 - 1990年（平成2年）まで使用された。
- 10030型 - 2008年（平成20年）6月14日のワンマン化に伴い撤退。

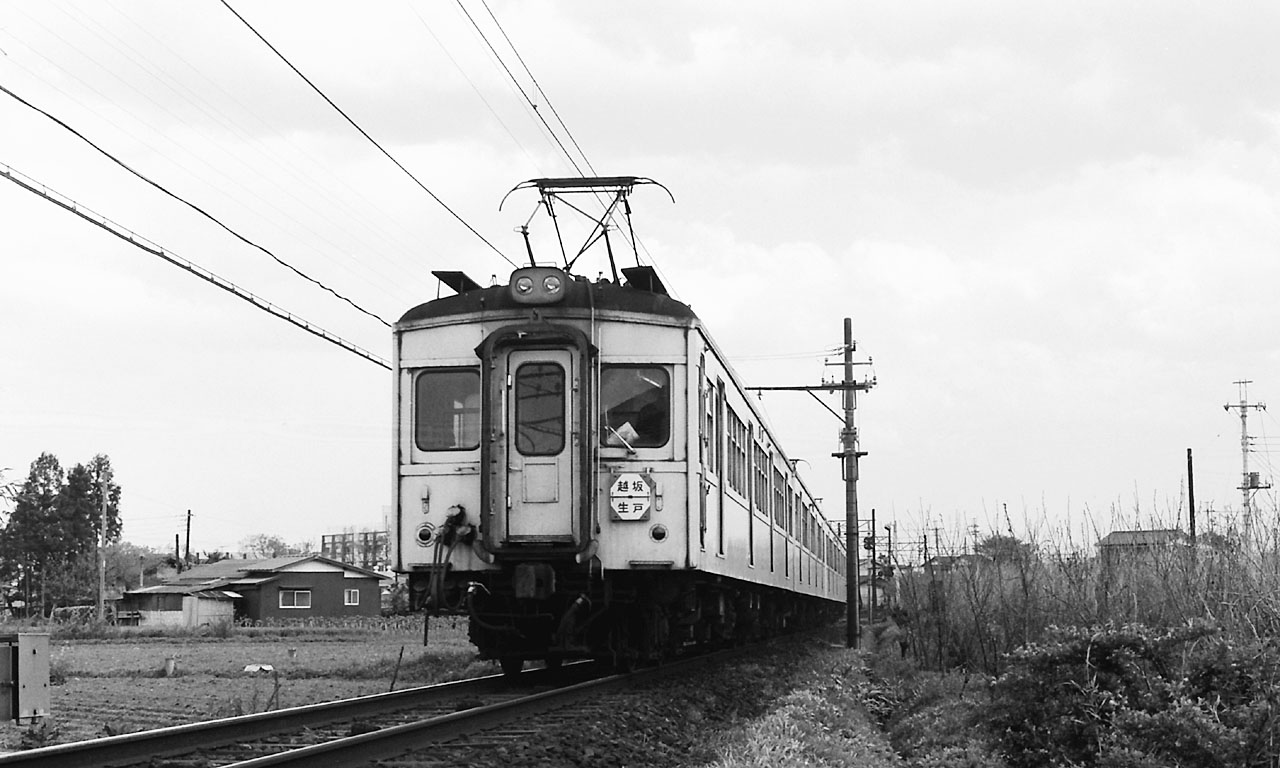
7800系（1977年 武州唐沢駅 - 越生駅間）
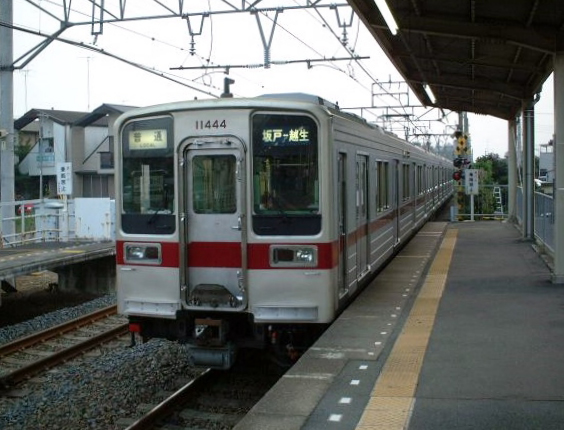
10030型（2000年 一本松駅）

## 駅一覧
- 全駅埼玉県内に所在。
- 線路： ◇・｜：単線区間（◇は列車交換可能）、∨：これより下は単線、∧：これより下は複線・終点（交換可能）

| 駅番号 | 駅名                  | 駅間キロ | 累計キロ | 接続路線                | 線路 | 所在地   | 所在地   |
| ------ | --------------------- | -------- | -------- | ----------------------- | ---- | -------- | -------- |
| TJ-26  | 坂戸駅                | -        | 0.0      | 東武鉄道： 東上本線     | ∨    | 坂戸市   | 坂戸市   |
| TJ-41  | 一本松駅              | 2.8      | 2.8      |                         | ◇    | 鶴ヶ島市 | 鶴ヶ島市 |
| TJ-42  | 西大家駅              | 1.6      | 4.4      |                         | ｜   | 坂戸市   | 坂戸市   |
| TJ-43  | 川角駅 （城西大学前） | 1.2      | 5.6      |                         | ◇    | 入間郡   | 毛呂山町 |
| TJ-44  | 武州長瀬駅            | 2.0      | 7.6      |                         | ∧    | 入間郡   | 毛呂山町 |
| TJ-45  | 東毛呂駅              | 1.0      | 8.6      |                         | ∨    | 入間郡   | 毛呂山町 |
| TJ-46  | 武州唐沢駅            | 0.8      | 9.4      |                         | ｜   | 入間郡   | 越生町   |
| TJ-47  | 越生駅                | 1.5      | 10.9     | 東日本旅客鉄道：■八高線 | ∧    | 入間郡   | 越生町   |

### 留置線のある駅
- 坂戸駅
- 越生駅

### 廃駅・廃止信号所
- 大家駅（現・一本松 - 西大家間、1934年12月16日 - 1945年12月1日または同年12月10日）
- 西大家信号所（現・一本松 - 西大家間、1984年8月1日廃止）
- 森戸駅（現・西大家 - 川角間、1932年2月17日 - 1959年2月1日）
- 川角信号所（現・川角 - 武州長瀬間、1987年8月25日廃止）